# 赵醒侬故居
赵醒侬故居，位于中国江西省抚州市南丰县琴城镇古城横钟巷16号黄家大院，江西革命先驱趙醒儂（1892—1926）系南丰人，在14岁辍学前往汉口、长沙、常德当学徒前，租住在横钟巷16号黄家大院。

## 保护
赵醒侬故居为南丰县文物保护单位，编号361023-5-5-008。